# Jean Mantelet (industriel)
Pour les articles homonymes, voir Jean Mantelet.
Jean Mantelet, né à Paris 1er, le 10 août 1900, et décédé à Paris, le 19 janvier 1991, est un industriel français.
Fondateur de Moulinex, il en fait l'un des leaders mondiaux du petit électroménager.

## Biographie
Fils de petits artisans, Jean Mantelet commence sa carrière comme apprenti à 12 ans dans une bonneterie de la rue de Rivoli après la séparation de ses parents. Après la mort, en 1919, de son patron qui lui a financé des études en commerce, il travaille avec son père, quincailler à Belleville.
En mai 1929, associé à un ingénieur, il ouvre sa propre fabrique d'appareils ménagers, la Manufacture d'emboutissage de Bagnolet Mantelet et Boucher, qui produit à partir de 1932 un moulin à légumes qu'il a conçu. Produit en grande quantité pour assurer un coût de production bas et une large diffusion dans les ménages français, il atteint dès 1934 le million d'exemplaires vendus. Mantelet développe d'autres appareils à manivelle (« moulinette », « moulisel », « moulipoivre », « moulisucre » et « mouli-moutardier »).
En 1937, l'atelier employant plusieurs centaines d'ouvriers ne pouvant pas être davantage agrandi, il déménage son activité dans une nouvelle usine à Alençon (Orne), installée dans l'ancienne filature de lin et de chanvre d'Ozé.
En 1956, il dote un moulin à café d'un moteur électrique et le vend 19,90 francs alors que les concurrents coûtent 28 francs. Il en commercialise un million et demi d'appareils la première année. L'année suivante, il renomme l'entreprise Moulinex, contraction de moulin express.
Il est conseiller municipal d'Alençon (1959-1965) et président de la Chambre de commerce et d'industrie d'Alençon de 1967 à 1974.
Tirant profit de la généralisation des appareils électro-ménagers dans les ménages français et s'appuyant sur une communication grand public ciblant les femmes qui travaillent de plus en plus, il poursuit le développement de son entreprise grâce l'élargissement de la gamme de produits Moulinex : mixers, batteurs, presse-fruits ou autres hachoirs à viande électriques. En 1960, un robot ménager, le Robot-Charlotte, devient à son tour un succès commercial, décliné par la suite en Robot-Marie en 1961, Robot-Jeannette en 1963 et Robot-Marinette en 1966. D'autres ustensiles sont lancés : râpeur, centrifigeuse, essoreuse, rôtissoire, humidificateur, moulinette électrique et couteau électrique, ouvre-boîte, friteuse et grille-pain, gril à viande et cafetière, espresso et minifour, presse-agrumes et yaourtière, four à micro-ondes, machine à pâtes… Au delà de « la cuisine presse-bouton », selon un des slogans de la marque, Moulinex commercialise son premier sèche-cheveux en 1961, puis des aspirateurs, matériel de coiffure, ramasse-miettes, balais électriques, brosses électrique, fers à repasser, en en démocratisant l'usage.
La marque se développant rapidement, plusieurs usines seront créées en Basse-Normandie et dans le Maine : Argentan, Saint-Lô, Caen, Carpiquet, Villaines-la-Juhel, Mamers, Fresnay-sur-Sarthe. Jean Mantelet adopte une gestion paternaliste de son entreprise construite autour de son image d'autodidacte, et une stratégie commerciale de baisse des prix de 30 à 40 % par rapport à ses concurrents grâce à une production de masse, l'intégration maximale des métiers, de la réalisation des pièces plastiques à la fabrication des moteurs et la production des circuits imprimés, en passant par l'impression des notices et la conception des emballages. Limitant ainsi les intermédiaires et les risques de ruptures de stocks, cela alourdit néanmoins les frais de gestion et de logistique.
Le chiffre d'affaires baisse dans les années 1980 et Moulinex ne parvient plus à renouveler ses produits et sa communication. Sans enfants, Jean Mantelet ne prépare pas non plus sa succession, ce qui fragilise son entreprise quand il se retire partiellement à la fin des années 1980. Après sa mort, en 1991, la société entre en crise.